# もっきんCafe
『もっきんCafe』（もっきんカフェ）は、2007年10月4日から2008年9月26日まで広島テレビで放送されていた生活情報番組である。
スタジオなどはすべてHD化してあったため、地上デジタル放送ではハイビジョン放送を実施していた。ステレオ放送。

## 概要
前番組『YOUなび』と同様に、生活に欠かせないものをピックアップして紹介していた。放送は週に2回のペースで、当初は木曜・金曜14:00枠で放送されていたが、後に同10:55枠で放送されるようになった。
同タイトルでの放送終了後、番組は『るんるんCafe』と改題して金曜14:55枠へ移動し、金曜のみの放送へと縮小した。また、かつて番組が放送されていた木曜・金曜10:55枠はテレビショッピング枠になった。

## 放送時間
- 木曜・金曜 14:00 - 14:25 （2007年10月4日 - 2008年3月28日）
- 木曜・金曜 10:55 - 11:25 （2008年4月3日 - 2008年9月26日） - 広島テレビも『情報ライブ ミヤネ屋』フルネットへ移行したため、月曜 - 水曜のテレビショッピング枠とともに同時間帯へ移動。『なるトモ!』は10:55飛び降りになった。

## 出演者

### メインパーソナリティ
- 八木静佳（フリーアナウンサー）

### サブパーソナリティ
- 井ノ口あさ子（当時広島テレビアナウンサー）
- 児玉勝司（当時広島テレビアナウンサー）
- 長野正実（広島テレビアナウンサー） - 木曜日担当。
- 宮脇靖知（広島テレビアナウンサー） - 金曜日担当。